# Église Saint-Jean-Baptiste de Bouricos
Pour les articles homonymes, voir Église Saint-Jean-Baptiste.
L'église Saint-Jean-Baptiste de Bouricos (parfois orthographié Bourricos) est un lieu de culte catholique situé à Pontenx-les-Forges, dans le département français des Landes. Sa construction date du XIIe siècle.

## Présentation
L'église Saint-Jean-Baptiste occupe le domaine de Bouricos, airial de la Haute-Lande. Le site se présente comme une clairière ouverte sur la forêt des Landes, semée de pelouse et plantée de quelques feuillus par contraste avec la forêt de pins maritimes environnante. Quelques bâtiments s'organisent autour de l'église, parmi lesquels quelques maisons landaises, des anciens bâtiments agricoles annexes qui accueillent de nos jours les pèlerins de Saint-Jacques-de-Compostelle sur la voie de Soulac et la fontaine de dévotion dédiée à saint Jean-Baptiste.

### Historique
L'église Saint-Jean-Baptiste de Bouricos, édifiée au XIIe siècle, est le bâtiment le plus ancien de la commune. Elle a été érigée, semble-t-il, sur les ruines de ce qui aurait été une villa gallo-romaine. Très fréquentée au cours des XVIe et XVIIe siècles, elle reçoit de nombreux dons, comme ceux d'Estienne de Bonnat de Lüe en 1592 ou de Jean-Jacques Caunègre de Magescq en 1622. Le compte-rendu de la visite de l'évêque de Dax, Louis-Marie de Suarez d'Aulan en 1740 atteste de l'opulence du sanctuaire qui recèle des ciboires, des croix et deux calices avec leurs patènes (alors que l'église de Pontenx n'est possède pas), le tout en argent et en bon état. Le rapport précise que le cimetière est bien clos de murailles, alors que celui du bourg est fouillé par les cochons. Après la Révolution française, la fréquentation chute, la messe n'est plus dite qu'aux grandes fêtes, notamment le 24 juin, jour de la saint-Jean-Baptiste. Des mariages y sont célébrés jusqu'en 1974.

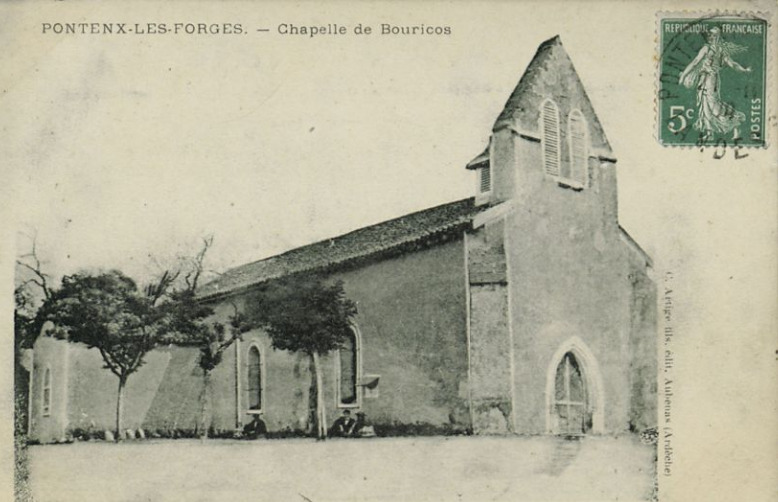
Carte postale de l'église du début du XXe siècle.

### Éléments architecturaux
L'église est de style roman. Elle est construite en garluche, également appelée « pierre des Landes ». Elle est dotée d'un clocher-mur muni de deux cloches. La porte principale présente un arc brisé et des nervures simples du XVe siècle.

Vues extérieures
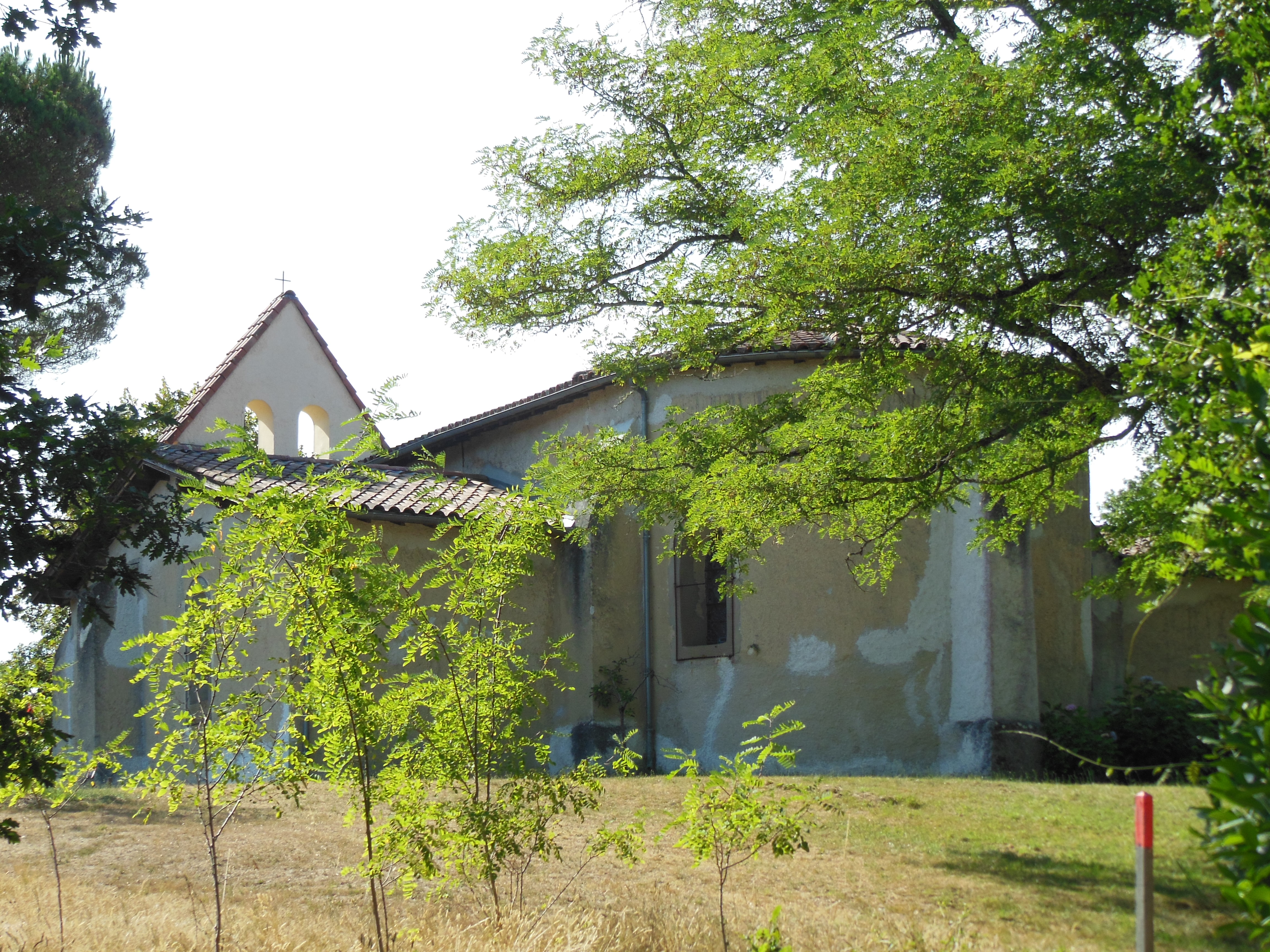
Vue arrière de l'église
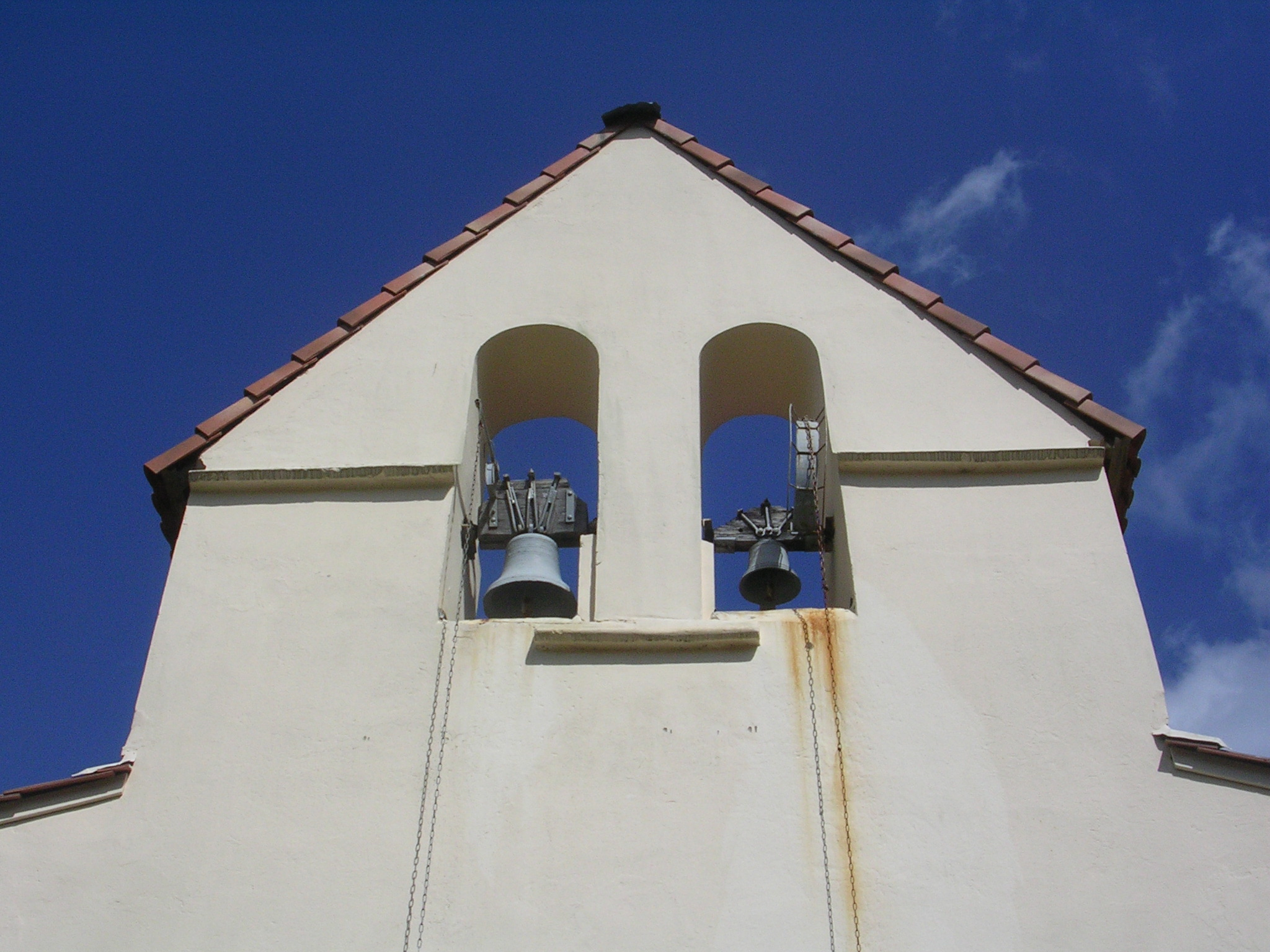
Clocher mur et ses deux cloches
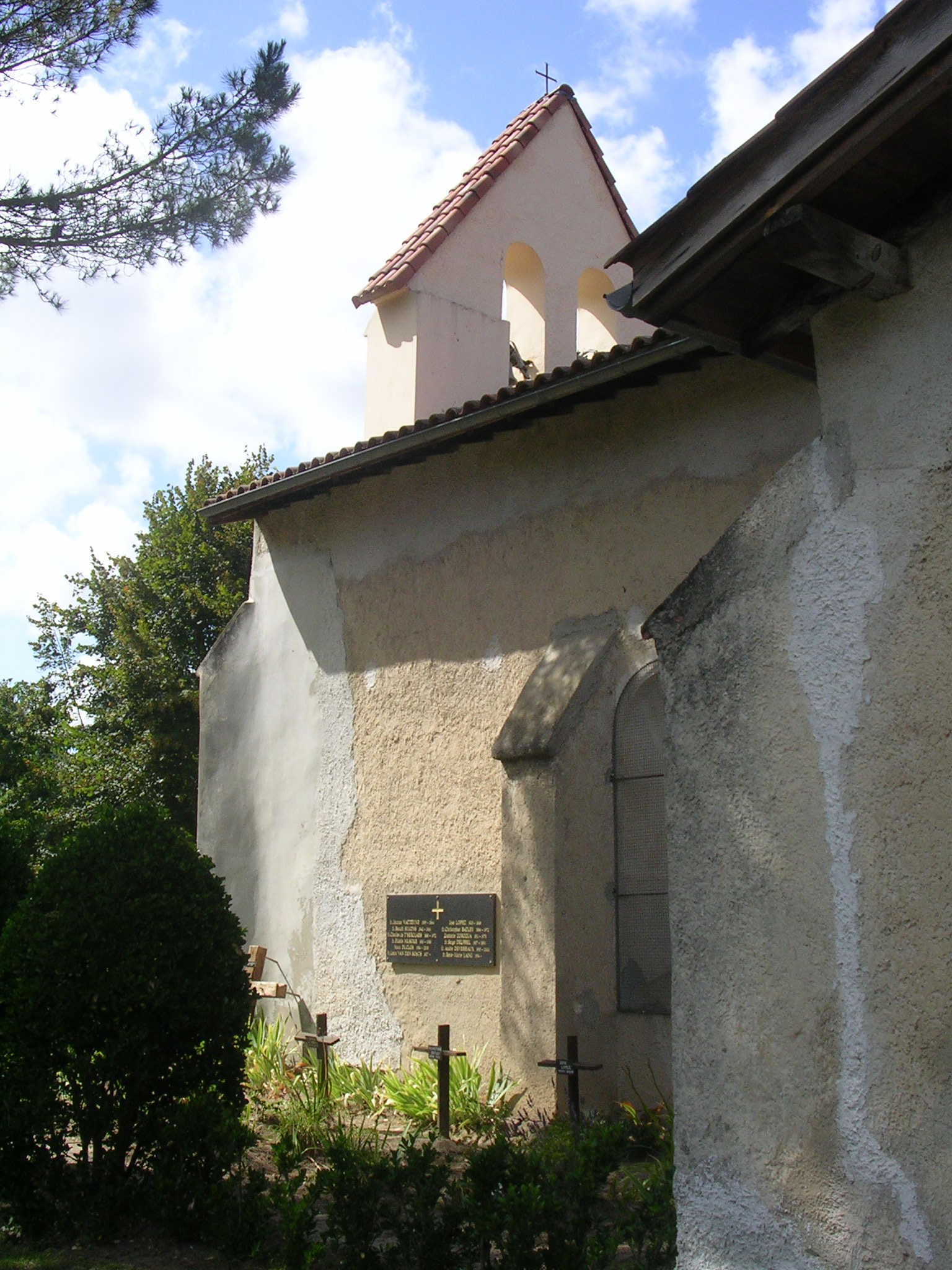
Cimetière des moines
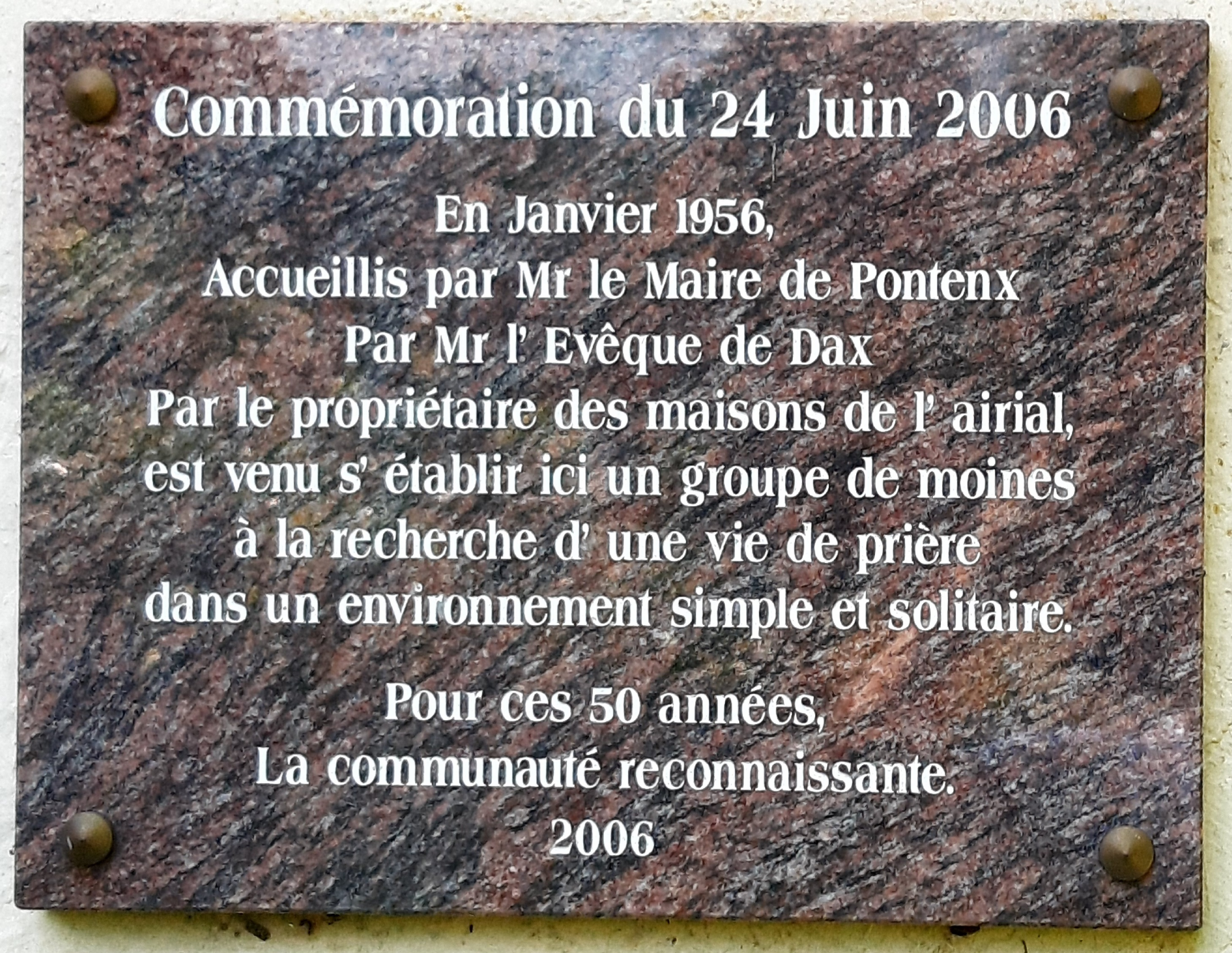
Plaque commémorative

### Éléments intérieurs
A l'entrée, une statue en chêne polychrome du XVIe siècle du saint patron des lieux, saint Jean-Baptiste, accueille le visiteur. L'œuvre, de l'école de Burgos, représente le personnage biblique portant un agneau dans ses bras et repose sur un socle en garluche.
Monsieur Roquebert, habitant de Pontenx sur la route de Parentis-en-Born, trouve un jour cette statue dans son champ. Elle avait été mise ici à l'abri des profanations liées aux troubles de la Révolution française. N'ayant pas d'enfant, il confie cette œuvre à son neveu, Jean-Roger Labrit, originaire de Parentis. Ce dernier, horloger à Bordeaux, conserve la statue dans son magasin jusqu'à la retraite. Il fait don de l'œuvre au moment de la restauration de la chapelle en 1955 aux frères de la fraternité de la Vierge des Pauvres, en recommandant qu'elle soit scellée sur son socle pour éviter tout vol.
Lors de la restauration de la chapelle, on met également au jour dans l'abside derrière un retable une ouverture romane et une baie à colonnettes romane qui attestent de l'ancienneté de la construction. L'icône du Christ en gloire domine l'autel. L'arc-en-ciel sur lequel il est assis et les roues ailées à ses pieds représentent toute la Création. Il nous enseigne la Vérité par le livre qu'il tient à la main. A l'entrée du chœur sur la droite se trouve une statue de la Vierge des Pauvres, reproduction de Notre-Dame de Banneux. Sur la gauche, une statue très abîmée en tilleul du Christ en croix date du XVIIIe siècle.

Vues intérieures
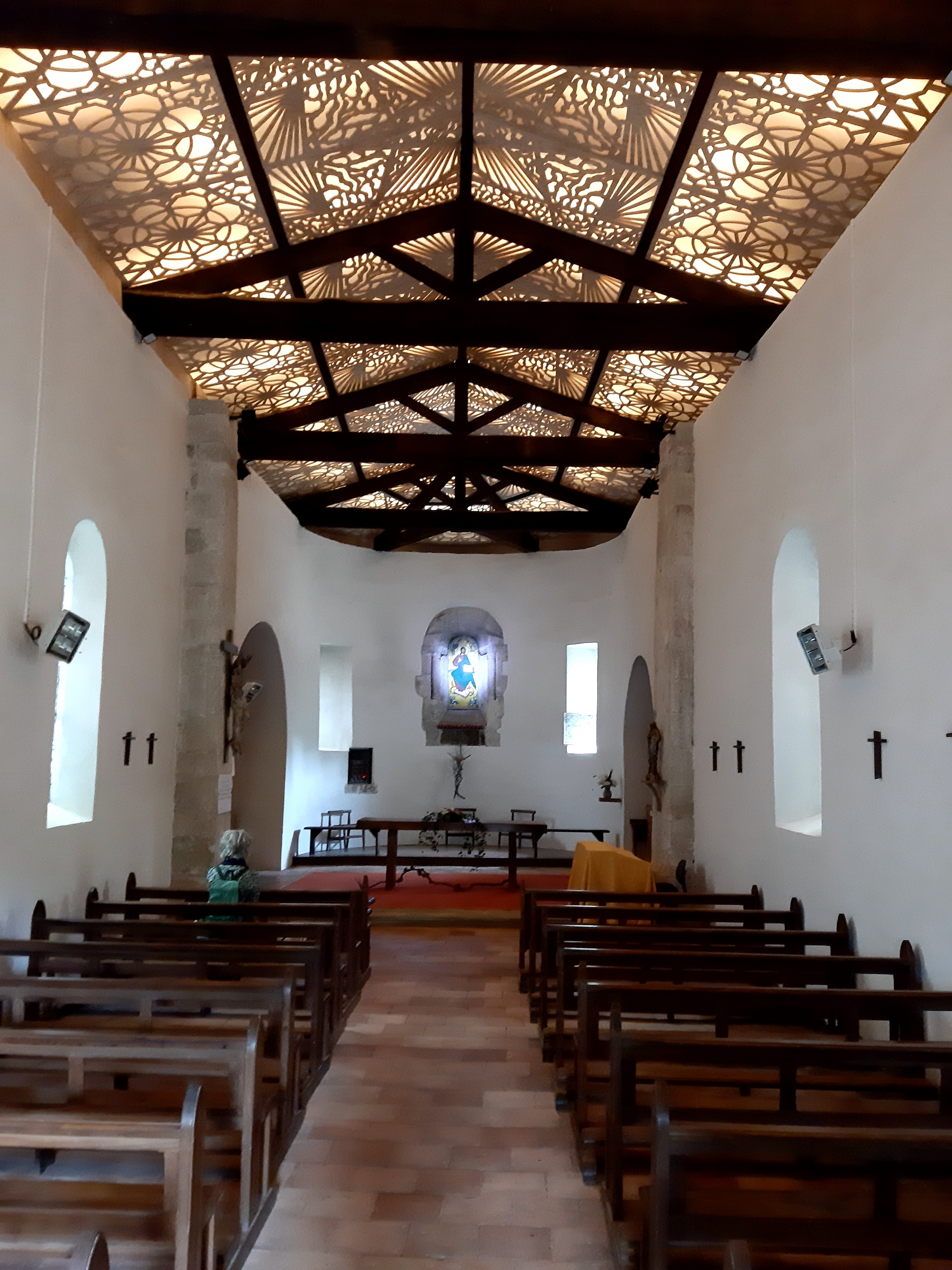
La nef restaurée
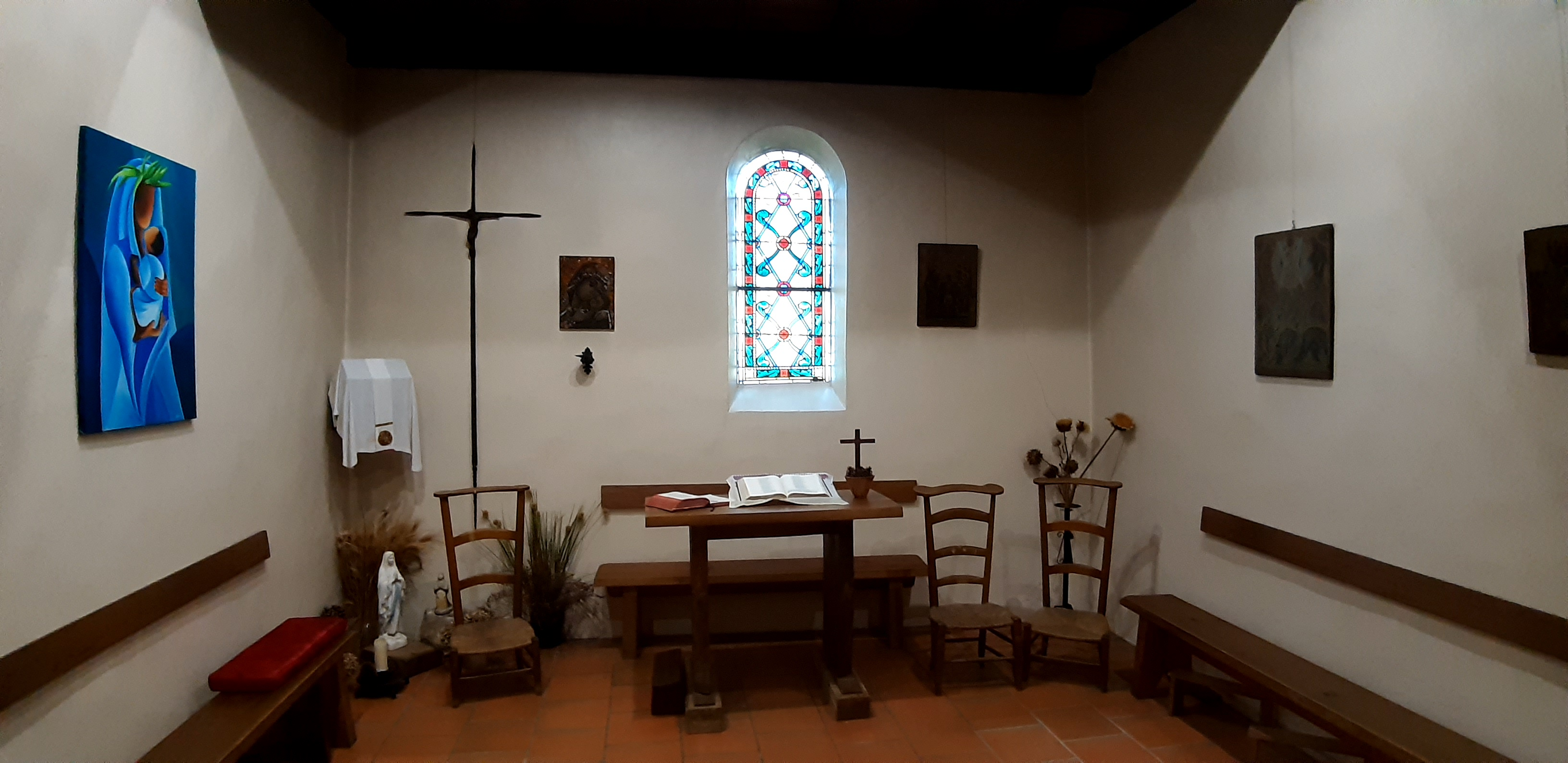
Chapelle latérale
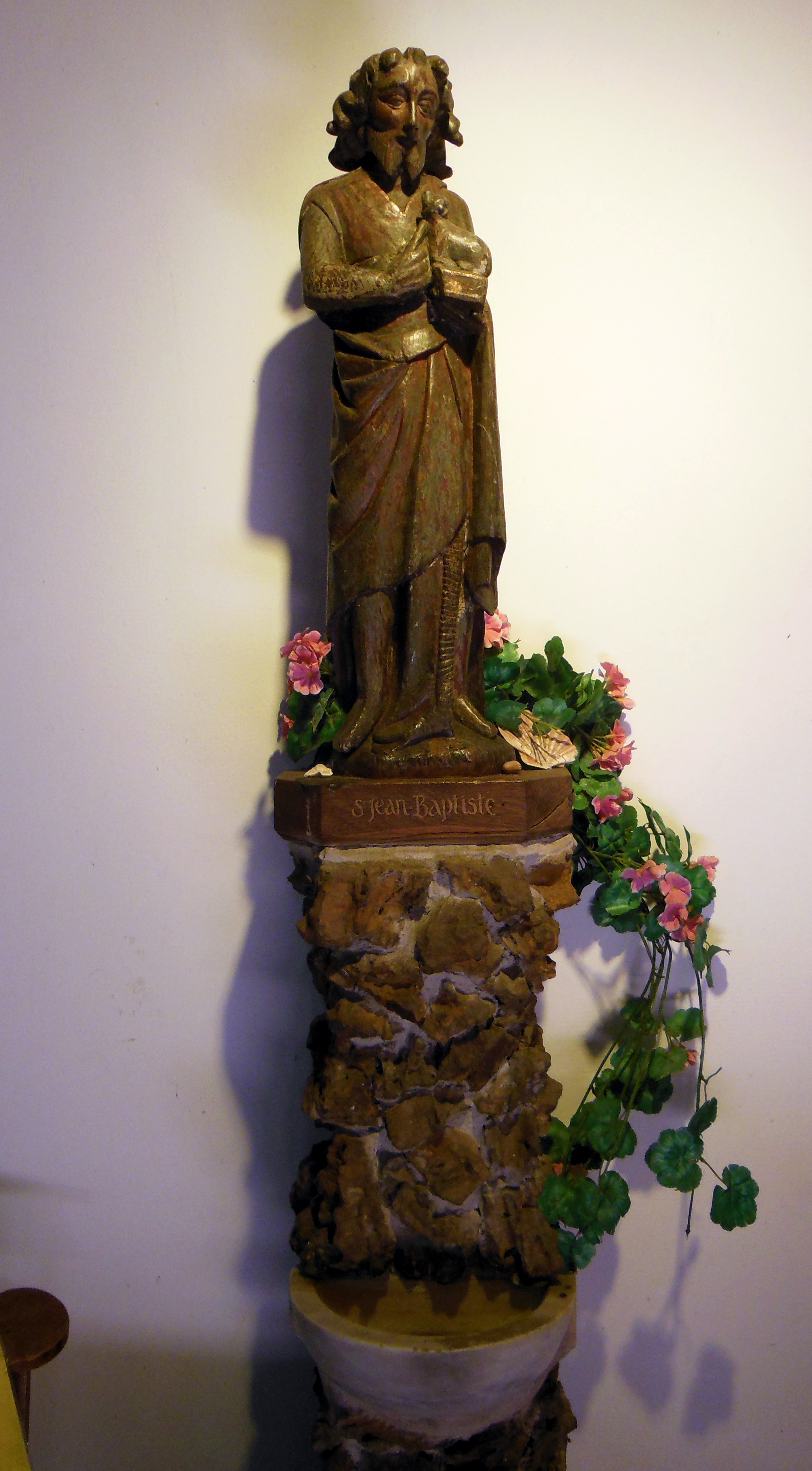
Statue polychrome de saint Jean-Baptiste (XVIe siècle)
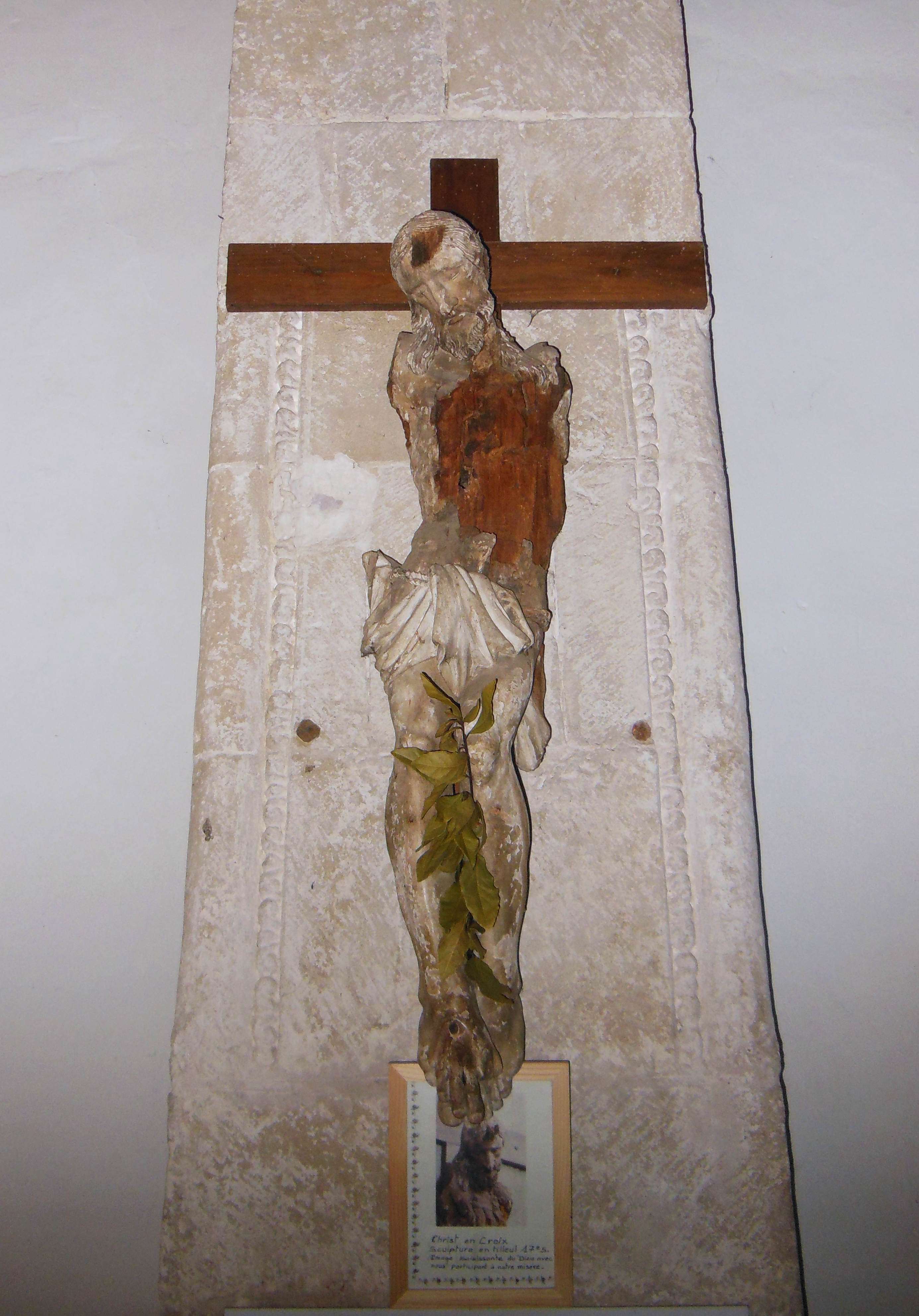
Christ en croix en tilleul (XVIIIe siècle)
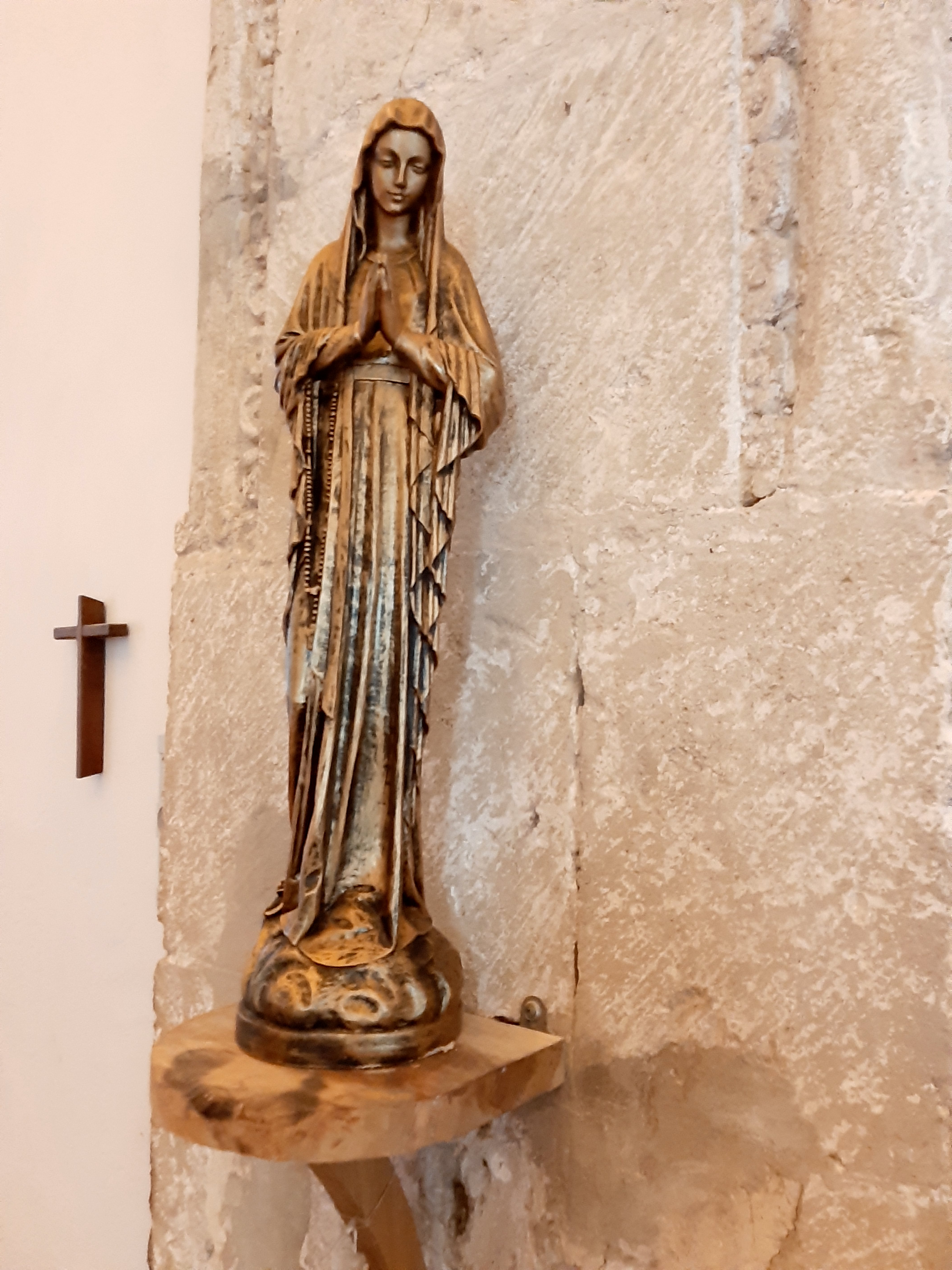
Statue de la Vierge
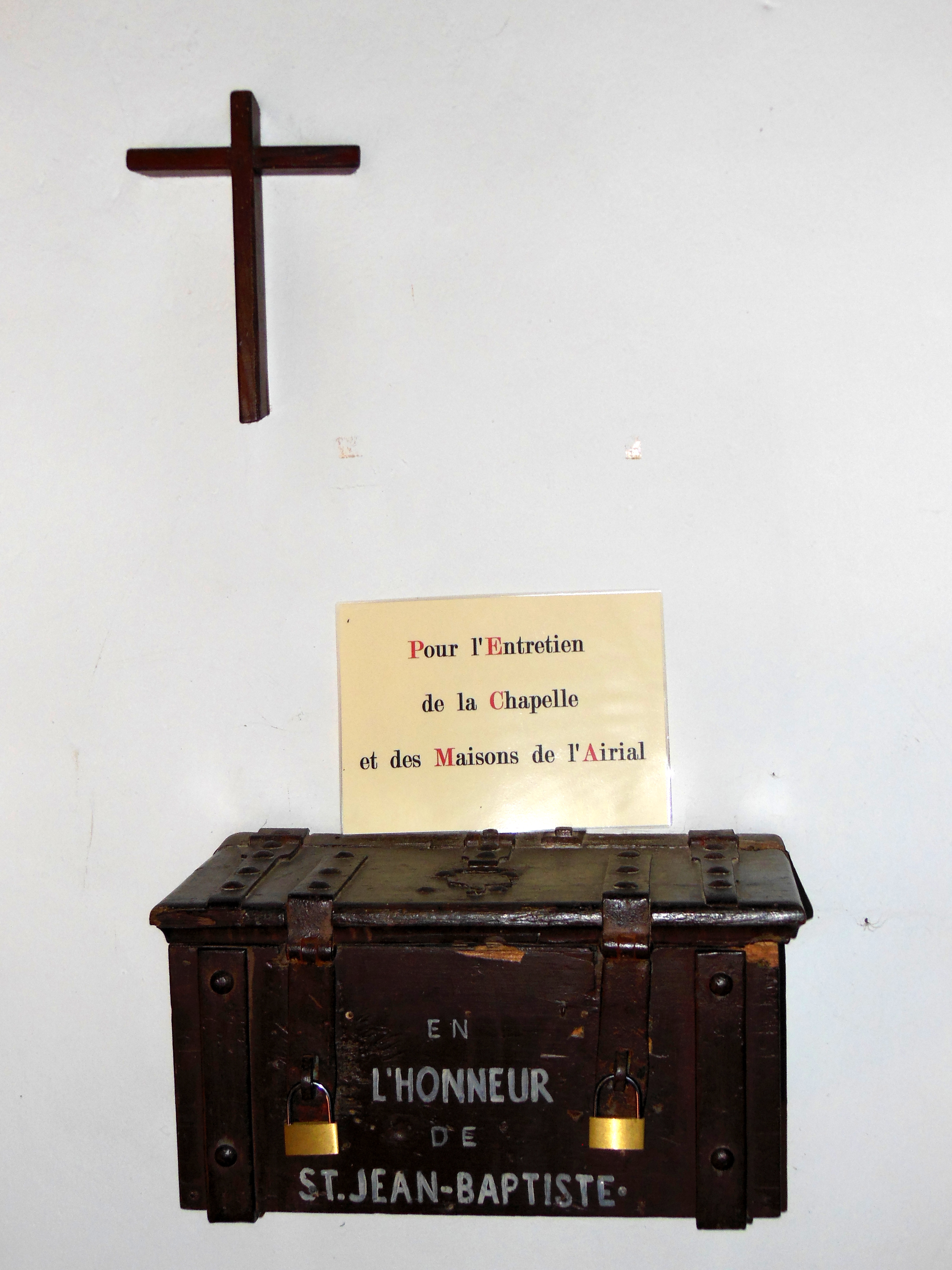
Tronc
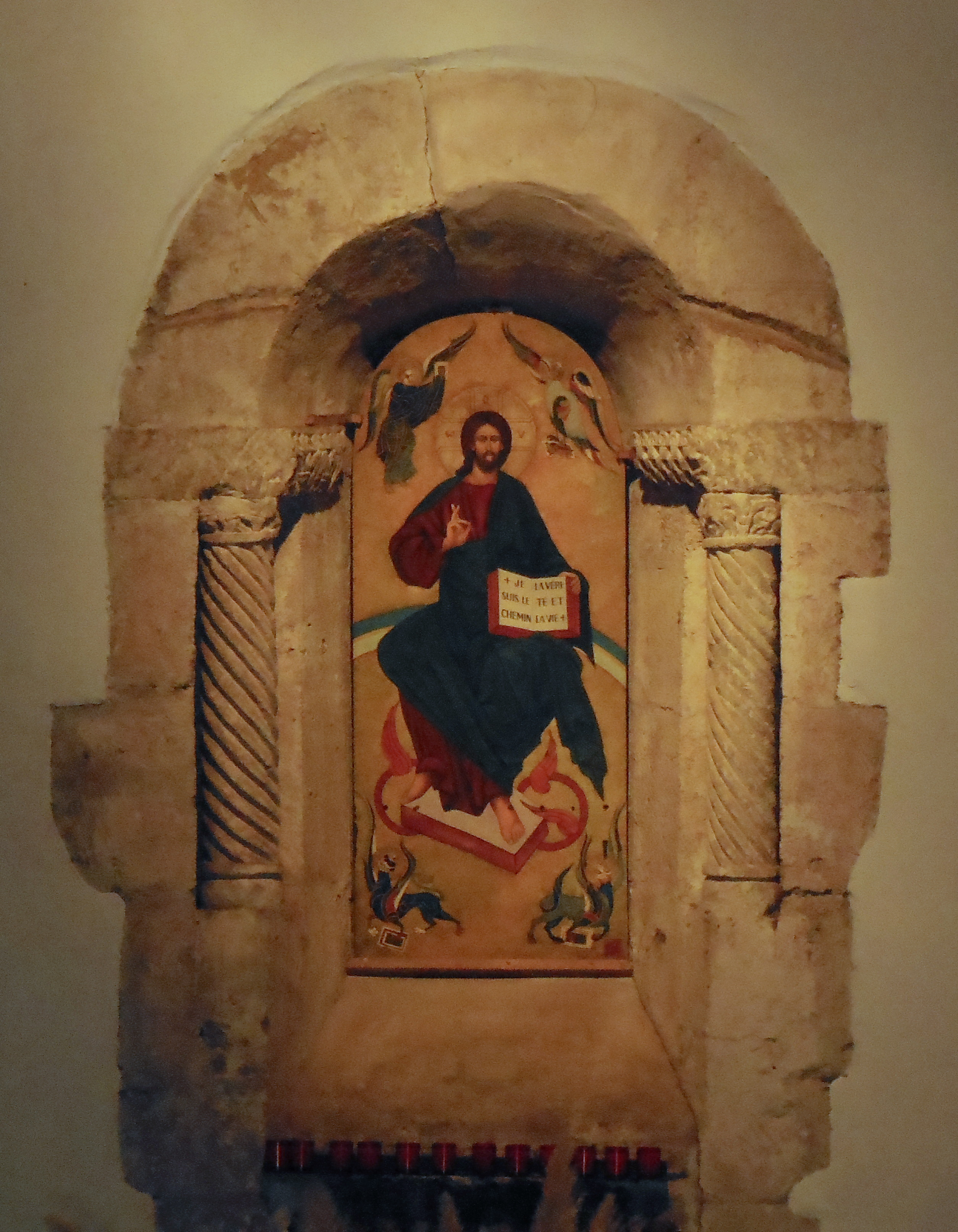
Baie à colonnettes romane
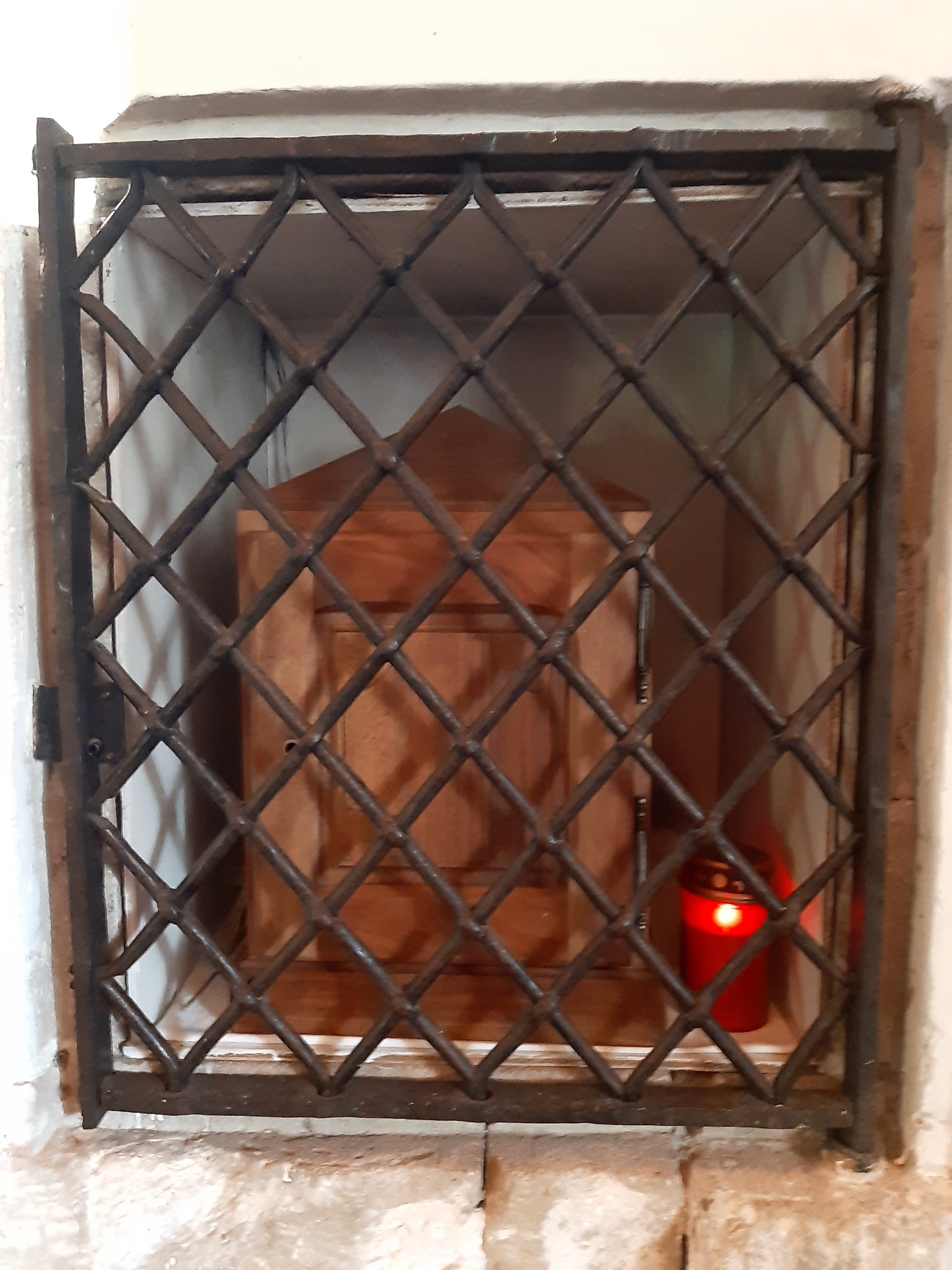
Tabernacle
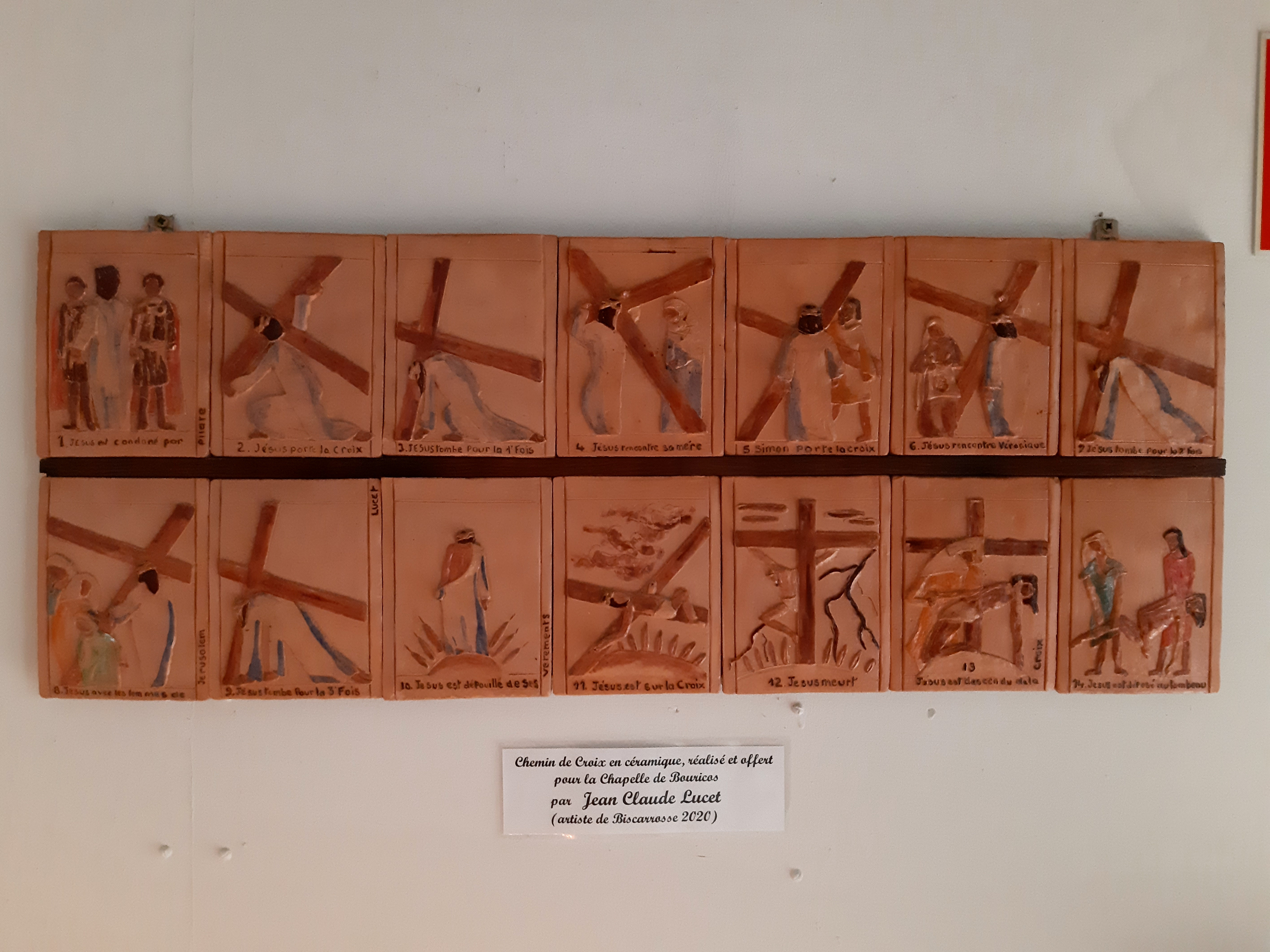
Chemin de croix, œuvre de Jean-Claude Lucet